# Karl Rosenthal (Jurist)
Karl Samuel Rosenthal (geboren 7. Juli 1879 in Nürnberg; gestorben 21. Januar 1970 in Washington, D.C.) war ein deutscher Jurist, der als Rechtsanwalt in Würzburg tätig war und in der Zeit des Nationalsozialismus mehrfach inhaftiert wurde.

## Leben
Karl Rosenthal war der Sohn des Nürnberger Kaufmanns Heinrich Rosenthal und dessen Ehefrau Babette. Nach dem Besuch der Volksschule wechselte er auf das Humanistische Gymnasium. Als Einjährigfreiwilliger leistete er ab 1898 seinen Militärdienst in Erlangen. Danach studierte er Rechtswissenschaften an den Universitäten Erlangen, Würzburg, Berlin und München. An der Universität Würzburg promovierte er 1903 zum Dr. jur. Das Thema seiner Dissertation lautete Die Sachlegitimation. Bis 1905 war Karl Rosenthal als Rechtspraktikant im Vorbereitungsdienst in Würzburg und wohnte in dieser Zeit in der Semmelstraße 27.
Die Zulassung als Rechtsanwalt erhielt Karl Rosenthal im Jahre 1906. Sein Onkel nahm ihn in die Kanzlei auf. Nach Ausbruch des Ersten Weltkrieges erhielt er die Einberufung zum Kriegsdienst. Bis zum Kriegsende stieg er zum Oberleutnant auf. Als er nach Würzburg zurückkehrte, nahm er seine Tätigkeit als Rechtsanwalt wieder auf und wurde 1919 Mitglied der Würzburger Einwohnerwehr. Außerdem trat er in die Deutsche Demokratische Partei und in das Reichsbanner Schwarz-Rot-Gold ein und betätigte sich als Freimaurer. Er leitete die Ortsgruppe Würzburg des Central-Vereins deutscher Staatsbürger jüdischen Glaubens.
Nach der „Machtergreifung“ der Nationalsozialisten übernahm er Ende 1934 als Rechtsanwalt die Verteidigung des Weinhändlers Leopold Obermayer. Dieser hatte sich damals beim Leiter der Würzburger Bayerischen Politischen Polizei (B.P.P.), Josef Gerum, über die Kontrolle seiner Post beschwert, woraufhin er am gleichen Tag in „Schutzhaft“ genommen wurde. Obermayer wurde Spionage, Verbindungen zur illegalen KPD und Verbreitung von Gräuelnachrichten vorgeworfen und ein Verfahren wegen Landesverrat eingeleitet.
Als Anwalt Obermayers wurde Karl Rosenthal am 10. Oktober 1935 für knapp drei Monate in „Schutzhaft“ genommen. Bei seiner Entlassung im Januar 1936 wurde er gewarnt, sich nicht weiter mit diesem Prozess zu befassen. Die Universität Würzburg entzog ihm den Doktortitel. Rosenthal blieb in Würzburg und wurde dort im Zuge des Novemberpogroms 1938 erneut inhaftiert und in das KZ Buchenwald verbracht. Daraufhin nahm sich seine Ehefrau Claire Rosenthal in Würzburg das Leben. Karl Rosenthal konnte nach einer Woche im Konzentrationslager nach Würzburg zurückkehren, musste sich dort jedoch täglich bei der Gestapo melden. Im Juli 1939 gelang ihm die Emigration zu seinen Verwandten in die Schweiz und später nach Chicago. Aufgrund seiner sich verstärkenden Schwerhörigkeit und fehlender Sprachkenntnisse konnte er dort nicht als Rechtsanwalt Fuß fassen, sondern arbeitete in einer Fabrik und einem Warenhaus.
Nach Kriegsende kehrte er 1949 nach Würzburg zurück. Nach einem kurzen Zwischenaufenthalt in Basel ging er 1953 wieder in die USA. Zuletzt lebte er bei seinen Kindern in Washington, wo er 1970 starb. Er wurde neben seiner Ehefrau in Würzburg beigesetzt.